# Mindener Stadtwerke
Die Mindener Stadtwerke sind ein kommunales Energieversorgungsunternehmen, das zur Gewährleistung der Energieversorgung als Bestandteil der regionalen Daseinsvorsorge im Jahr 2013 erneut im Rahmen der Rekommunalisierung neu gegründet wurde. Zuvor gab es die Stadtwerke in Minden schon einmal, sie wurden 1902 gegründet.

## Struktur
Die Mindener Stadtwerke GmbH ist eine 100%ige Tochtergesellschaft der Mindener Holding GmbH, an der die Mindener Entwicklungs- und Wirtschaftsförderungsgesellschaft mbH mit 51 % und die Stadtwerke Hameln Weserbergland GmbH mit 49 % beteiligt sind. Der Aufsichtsrat der Mindener Stadtwerke besteht aus elf Mitgliedern, deren Vorsitzender der ehemalige Mindener Bürgermeister Michael Buhre ist. Geschäftsführer der Mindener Stadtwerke ist seit dem 1. Januar 2022 Christoph Meyer.
Das mit einem modernen Kundencenter an der Stiftstraße ansässige Unternehmen fühlt sich für die Menschen in und um Minden verantwortlich und engagiert sich für regionale Vereine, gesellschaftliches Miteinander und den Lokalsport. Außerdem fließen die Gewinne der Mindener Stadtwerke in den kommunalen Wertschöpfungskreislauf, wie z. B. für die Förderung des Melittabads, zurück. Aufträge für Dienstleistungen werden bevorzugt an Unternehmen vergeben, die in der Region ansässig sind.
Zukünftig strebt das wachsende Unternehmen die Entwicklung weiterer Geschäftsfelder an, um sich in Minden als zentraler Ansprechpartner in allen Fragen rund um die Energie- und Wasserversorgung zu positionieren. Die Stadtwerke haben ein Netzwerk zu verschiedenen Mindener Interessengruppen aufgebaut, um sich aktiv an der Entwicklung der Stadt, insbesondere hinsichtlich der Umsetzung der Energiewende im Bereich der erneuerbaren Energien, beteiligen zu können. In den letzten Jahren wurden beispielsweise mehrere Ladesäulen für Elektroautos sowie einige Photovoltaikanlagen in Betrieb genommen.
Die Mindener Stadtwerke zeichnen sich auch durch eine nachhaltige Unternehmenskultur aus, indem die eigenen Energieverbräuche überwacht und Einsparpotenziale identifiziert und umgesetzt werden. Außerdem nutzen die Stadtwerke Elektrofahrzeuge im eigenen Fuhrpark, nehmen an Klimaschutzaktionen, wie beispielsweise dem „Stadtradeln“, teil und bieten ihren Mitarbeitern als Beitrag zur Gesundheitsförderung und zum Klimaschutz das E-Bike-Leasing an.
Daneben sorgen die Mindener Stadtwerke mit verschiedenen Schulaktionen dafür, dass bereits die jungen Einwohner Mindens über Energie-, Wasserversorgungs- und Umweltthemen informiert werden. Momentan haben die Stadtwerke beispielsweise einen Projekttag zum Thema „Trinkwasserversorgung“ ins Leben gerufen oder Plastikwasserflaschen in Grundschulen durch umweltfreundliche Glaskaraffen ersetzt.

## Versorgungsgebiet
Das Gebiet der Kernstadt Minden wird mit Erdgas versorgt. Mit Strom versorgen die Mindener Stadtwerke außerdem auch die umliegenden Gemeinden Hille, Petershagen und Porta Westfalica in Nordrhein-Westfalen sowie das niedersächsische Bückeburg. Dieses Versorgungsgebiet hat historische Gründe und ist an dem Versorgungsgebiet des ehemaligen Elektrizitätswerkes Minden-Ravensberg (EMR) angelehnt.

## Geschichte

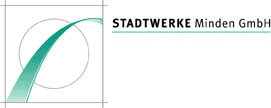
Altes Logo der Stadtwerke Minden (bis 2012)

Nach der Gründung im Jahr 2013 begann der Vertrieb von Strom und Erdgas in der Region. Zwei Jahre später wurde das städtische Wasserversorgungsnetz von der Schwestergesellschaft Mindener Wasser GmbH übernommen. Jedes Jahr werden rund 16.000 Haushalte mit ca. 4,5 Mio. Kubikmeter Frischwasser aus drei Wasserwerken und 16 Brunnen versorgt. Seit Januar 2017 sind die Stadtwerke ebenfalls für den Betrieb des 730 km langen Mindener Gasnetzes zuständig und versorgen darüber ca. 20.000 Zähler.

## Rekommunalisierung
Am 19. August 2010 gab es eine Neugründung unter gleichem Namen, durch den Eintrag ins Handelsregister unter der Firmennummer 3506689. Seitdem versuchte eine Interessengruppe unter Führung der Stadtwerke Hameln die Stadtwerke Minden wieder zu beleben. Unterstützt wurde diese Rekommunalisierung durch den bevorstehenden Auslauf der Nutzungsrechte für die öffentlichen Netze für Strom (2017) und Gas sowie Wasser (2021).
Mit der zu Gelsenwasser gehörenden Westfalica GmbH in Bad Oeynhausen stellte sich 2011 ein weiterer Interessent an den neu zu gründenden Stadtwerken Minden vor.
Ende Oktober 2012 beschloss der Rat der Stadt Minden, zusammen mit den Stadtwerken Hameln die Stadtwerke Minden bis zum 1. Januar 2013 neu zu gründen. Die zu Gelsenwasser gehörende Westfalica GmbH unterlag in dem Auswahlverfahren.

## Artverwandte Gesellschaften
Eine eigene Verkehrsabteilung gab es bei den Stadtwerken Minden nicht, da in der Region sowohl 1882 eine Straßenbahngesellschaft als eigene GmbH gegründet worden war, die später unter dem Dach des Elektrizitätswerkes Minden-Ravensberg geführt wurde, als auch eine eigene Kreisbahngesellschaft, die schon ab 1883 existierte.